# Hofmeyr
Hofmeyr este un oraș din Provincia Eastern Cape, Africa de Sud.